# Corrales (Colômbia)
Corrales é um município no departamento de Boyacá, na Colômbia.